# Flavia Titiana
Flavia Titiana († nach 193) war die Ehefrau des römischen Kaisers Pertinax und die Mutter seines Sohnes Pertinax Caesar.
Titiana war die Tochter des aus Kreta stammenden römischen Politikers Titus Flavius Sulpicianus. Sie heiratete Publius Helvius Pertinax, der unter Mark Aurel und Commodus zunächst militärisch und dann auch politisch Karriere machte. Aus der Verbindung gingen eine Tochter und ein nach dem Vater benannter Sohn hervor, der zu einem nicht genau bekannten Zeitpunkt ein Suffektkonsulat bekleidete.
Nach der Ermordung des Commodus wurde Titianas Ehemann Pertinax zu Beginn des Jahres 193 zum Kaiser ausgerufen. Ob sie wie andere Kaisergattinnen den Ehrentitel Augusta erhielt, ist unklar, er findet sich aber auf Inschriften und griechischen Münzen. Sie überlebte Pertinax, der nach nur drei Monaten im Amt von Mitgliedern der Prätorianergarde erschlagen wurde. Ihr Vater versuchte, sich die Kaiserwürde durch ein großzügiges Donativ an die Prätorianer zu erkaufen, wurde jedoch von Didius Iulianus überboten, der damit Pertinax’ Nachfolger wurde.   